# Jean-Luc Sassus
Jean-Luc Sassus, né le  4 octobre 1962 à Tarbes et mort le 22 mai 2015 à Lavaur, est un footballeur international français. Il a évolué à différents postes (ailier, milieu, défenseur) de la fin des années 1970 à la fin des années 1990.
Après des débuts au Toulouse FC, il rejoint ensuite l'AS Cannes puis le Paris Saint-Germain avec lequel il remporte la Coupe de France en 1993 puis le titre de champion de France en 1994. Il évolue ensuite à l'Olympique lyonnais avant de terminer sa carrière professionnelle à l'AS Saint-Étienne en 1997.
Il compte une sélection en équipe de France.

## Biographie
Jean-Luc Sassus fut formé à l'école de foot du Toulouse Athlétic Club et, très vite, intégra les équipes de jeunes où sa progression spectaculaire, dans les années 1970, grâce à son physique puissant et son intelligence de jeu, impressionna ses dirigeants et lui fit gravir rapidement les échelons. Il est élève au sein de la section sport-étude au lycée polyvalent du Mirail à Toulouse sous la houlette de Gérard Rabier en 1977-1978. Puis il mène de pair sa carrière professionnelle et des études supérieures. En effet, il fait maths sup puis maths spé au lycée Pierre-de-Fermat avant d'intégrer une école d'ingénieur en chimie, toujours à Toulouse.
Formé au TAC au poste d'attaquant, il rejoint ensuite le Toulouse FC en 1979. Il évolue avec le club toulousain en tant qu'attaquant (ailier) jusqu'en 1986. Il est champion de France de deuxième division en 1982 et connaît des sélections en équipe nationale de jeunes. En 1982, il est également désigné meilleur joueur de la coupe du monde universitaire qui se déroule au Mexique. Il signe son premier contrat de footballeur professionnel en 1984, puis obtient son diplôme d'ingénieur chimiste en 1985.
Étant ingénieur, il commence une thèse. Mais un contrat lui est proposé par l'AS Cannes en 1986. Il choisit d'interrompre ses études et de devenir un footballeur cannois.
Jean-Luc Sassus reste à Cannes jusqu'en 1992, année où il rejoint le Paris Saint-Germain, club avec lequel il obtient un titre de champion de France de première division et remporte la coupe de France. Il reçoit, comme arrière droit, une cape en équipe de France, le 14 octobre 1992 lors d'un match qualificatif pour la Coupe du Monde, remporté 2-0 face à l'Autriche.
Il a la réputation d'être l'un des joueurs les plus rapides du championnat de France (moins de 11 secondes au 100 m).
Le 20 décembre 1996, Pascal Olmeta agresse Sassus, qui est son coéquipier, dans le tunnel des vestiaires du stade de Gerland après le match de championnat OL-Nantes (0-1), pour des motifs étrangers au football. Le défenseur a le nez fracturé et un traumatisme crânien. Olmeta est ensuite licencié de l'OL. En 1997, ils se réconcilieront publiquement.
Après sa carrière de footballeur, il devient agent de joueurs. Il intervient via la société « Cœur de foot » auprès des scolaires afin de promouvoir la culture footballistique dans les banlieues. Le joueur compte un fan-club très actif dans la ville de Plestin-les-Grèves, dans les Côtes-d'Armor.
Il pratiquait aussi l'athlétisme et participait aux interclubs où on l'a vu remporter le concours régional de lancer de poids.
Il est impliqué dans l'association « Un Casque, un Ballon et du Cœur » qui aide les enfants orphelins des sapeurs-pompiers décédés en intervention.
Il meurt le 22 mai 2015 d’une crise cardiaque à l'âge de 52 ans. Le lendemain de sa mort, une minute de silence par le Paris Saint-Germain et une minute d'applaudissement par l'AS Saint-Étienne sont observées lors de la dernière journée de championnat. L'UNFP lui rend hommage en présentant « ses sincères condoléances à la famille ». Jean-Michel Moutier, directeur sportif dans les années 1990, dit à son propos : « C'était un bon mec. Le partenaire idéal, sans problème, facile à gérer. »

## Statistiques

### Statistiques détaillées
| Saison                | Club                    | Championnat           | Championnat | Championnat | Coupe(s) nationale(s) | Coupe(s) nationale(s) | Compétition(s) continentale(s) | Compétition(s) continentale(s) | Compétition(s) continentale(s) | France | France | Total | Total |
| Saison                | Club                    | Division              | M.          | B.          | M.                    | B.                    | Comp.                          | M.                             | B.                             | M.     | B.     | M.    | B.    |
| 1979-1980             | Toulouse FC             | Division 2            | 14          | 2           | 2                     | 0                     | -                              | -                              | -                              | -      | -      | 16    | 2     |
| 1980-1981             | Toulouse FC             | Division 2            | 0+1         | 0+1         | -                     | -                     | -                              | -                              | -                              | -      | -      | 1     | 1     |
| 1981-1982             | Toulouse FC             | Division 2            | 9           | 0           | 1                     | 0                     | -                              | -                              | -                              | -      | -      | 10    | 0     |
| 1982-1983             | Toulouse FC             | Division 1            | 7           | 0           | -                     | -                     | -                              | -                              | -                              | -      | -      | 7     | 0     |
| 1983-1984             | Toulouse FC             | Division 1            | 27          | 4           | 2                     | 0                     | -                              | -                              | -                              | -      | -      | 29    | 4     |
| 1984-1985             | Toulouse FC             | Division 1            | 28          | 1           | 6                     | 1                     | -                              | -                              | -                              | -      | -      | 34    | 2     |
| 1985-1986             | Toulouse FC             | Division 1            | 12          | 1           | -                     | -                     | -                              | -                              | -                              | -      | -      | 12    | 1     |
| Sous-total            | Sous-total              | Sous-total            | 98          | 9           | 11                    | 1                     | -                              | -                              | -                              | -      | -      | 109   | 10    |
| 1986-1987             | AS Cannes               | Division 2            | 18+5        | 6+0         | 2                     | 0                     | -                              | -                              | -                              | -      | -      | 25    | 6     |
| 1987-1988             | AS Cannes               | Division 1            | 29          | 4           | 1                     | 0                     | -                              | -                              | -                              | -      | -      | 30    | 4     |
| 1988-1989             | AS Cannes               | Division 1            | 20          | 0           | -                     | -                     | -                              | -                              | -                              | -      | -      | 20    | 0     |
| 1989-1990             | AS Cannes               | Division 1            | 27          | 2           | 4                     | 0                     | -                              | -                              | -                              | -      | -      | 31    | 2     |
| 1990-1991             | AS Cannes               | Division 1            | 36          | 0           | 3                     | 0                     | -                              | -                              | -                              | -      | -      | 39    | 0     |
| 1991-1992             | AS Cannes               | Division 1            | 37          | 1           | 4                     | 0                     | C3                             | 4                              | 0                              | -      | -      | 45    | 1     |
| Sous-total            | Sous-total              | Sous-total            | 172         | 13          | 14                    | 0                     | -                              | 4                              | 0                              | -      | -      | 190   | 13    |
| 1992-1993             | Paris Saint-Germain     | Division 1            | 28          | 2           | 2                     | 0                     | C3                             | 7                              | 1                              | 1      | 0      | 38    | 3     |
| 1993-1994             | Paris Saint-Germain     | Division 1            | 29          | 0           | 2                     | 0                     | C2                             | 8                              | 1                              | -      | -      | 39    | 1     |
| Sous-total            | Sous-total              | Sous-total            | 57          | 2           | 4                     | 0                     | -                              | 15                             | 2                              | 1      | 0      | 77    | 4     |
| 1994-1995             | Olympique lyonnais      | Division 1            | 33          | 1           | 4                     | 0                     | -                              | -                              | -                              | -      | -      | 37    | 1     |
| 1995-1996             | Olympique lyonnais      | Division 1            | 34          | 0           | 6                     | 0                     | C3                             | 5                              | 1                              | -      | -      | 45    | 1     |
| 1996-1997             | Olympique lyonnais      | Division 1            | 21          | 0           | 1                     | 0                     | -                              | -                              | -                              | -      | -      | 22    | 0     |
| Sous-total            | Sous-total              | Sous-total            | 88          | 1           | 11                    | 0                     | -                              | 5                              | 1                              | -      | -      | 104   | 2     |
| 1996-1997             | AS Saint-Étienne (prêt) | Division 2            | 17          | 2           | -                     | -                     | -                              | -                              | -                              | -      | -      | 17    | 2     |
| Sous-total            | Sous-total              | Sous-total            | 17          | 2           | -                     | -                     | -                              | -                              | -                              | -      | -      | 17    | 2     |
| Total sur la carrière | Total sur la carrière   | Total sur la carrière | 432         | 27          | 40                    | 1                     | -                              | 24                             | 3                              | 1      | 0      | 497   | 31    |

### Matchs internationaux
| Matchs internationaux de Jean-Luc Sassus | Matchs internationaux de Jean-Luc Sassus | Matchs internationaux de Jean-Luc Sassus | Matchs internationaux de Jean-Luc Sassus | Matchs internationaux de Jean-Luc Sassus | Matchs internationaux de Jean-Luc Sassus | Matchs internationaux de Jean-Luc Sassus |
| #                                        | Date                                     | Lieu                                     | Adversaire                               | Résultat                                 | Compétition                              | Notes                                    |
| ---------------------------------------- | ---------------------------------------- | ---------------------------------------- | ---------------------------------------- | ---------------------------------------- | ---------------------------------------- | ---------------------------------------- |
| 1                                        | 14 octobre 1992                          | Parc des Princes, Paris, France          | Autriche                                 | V 2 - 0                                  | Éliminatoires de la Coupe du monde 1994  | Titulaire.                               |

## Carrière
- École de foot puis parcours équipes de jeunes du Toulouse AC (années 1970)
- 1979-1986 : Toulouse FC
- 1986-1992 : AS Cannes
- 1992-1994 : Paris SG
- 1994-1997 : Olympique lyonnais
- 1997-1998 : AS Saint-Étienne
- 1998-2000 : Club Labège Escalquens Football

## Palmarès

### En club
- Champion de France en 1994 avec le Paris SG
- Vainqueur de la Coupe de France en 1993 avec le Paris SG
- Champion de France de Division 2 en 1982 avec le Toulouse FC
- Vice-champion de France en 1993 avec le Paris SG et en 1995 avec l'Olympique lyonnais
- Finaliste de la Coupe de la Ligue en 1996 avec l'Olympique lyonnais

### En équipe de France
- 1 sélection en 1992